# USS Wyoming (BB-32)

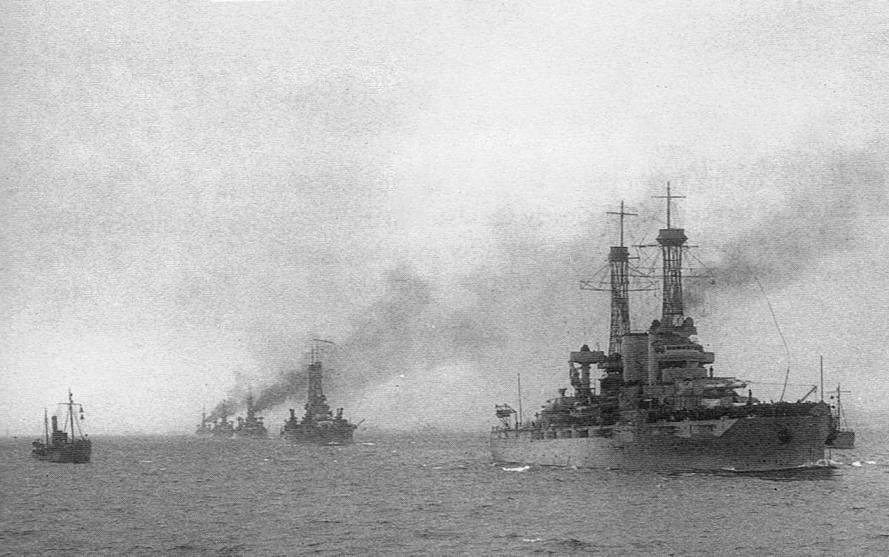
Американська 9-та дивізія лінкорів проходить поблизу шотландського міста Росайт на шляху до Скапа-Флоу. 1918

«Вайомінг» (англ. USS Wyoming (BB-32) — американський лінійний корабель (дредноут), головний у своєму типі та третій корабель військово-морських сил США, названий на честь штату Вайомінг.
«Вайомінг» був закладений 9 лютого 1910 року на верфі компанії William Cramp and Sons у Філадельфії. 25 травня 1911 року він був спущений на воду, а 25 вересня 1912 року увійшов до складу ВМС США.

## Історія служби
З початку служби лінкор здійснював регулярні походи і навчання в Карибському затоці і біля східного узбережжя США. З 26 жовтня 1913 року по 7 січня 1914 року здійснив похід до Середземного моря, відвідавши Ла-Валлетту, Неаполь і Вільфранш. Весною 1914 року перебував разом з іншими лінкорами «Юта» та «Делавер» у бойовому поході до берегів Мексики, брав участь в окупації Веракрусу.
6 квітня 1917 року США оголосили війну Німецькій імперії. «Делавер» брав участь у навчаннях з бойової підготовки у 1917 році, перш ніж перейти через Атлантику з 9-ю дивізією лінкорів. 25 листопада дивізія, до складу якої входили «Флорида», «Нью-Йорк», «Вайомінг» та «Делавер», вийшла від берегів США у європейські води для посилення Великого флоту Великої Британії в Північному морі. Після прибуття в Скапа-Флоу 9-та дивізія лінкорів стала 6-ю бойовою ескадрою Великого флоту.
Лінкор брав участь у спільних діях Королівського та американського флотів, утім зустрінутися у бою з противником «Вайомінгу» не вдалося. 25 грудня 1918 року він повернувся в США.
У 1919 році корабель був переобладнаний. У 1920 році вийшов у похід до узбережжя Чилі і Перу. У 1924 році здійснив ще один похід у Європу. У 1926 році перебував на Тихому океані, брав участь у навчаннях. Після модернізації 1926—1927 рр. лінкор увійшов до складу Резервного флоту, ставши його флагманським кораблем.
На початку 1930-х років відповідно до Лондонського морського договору, «Вайомінг» був частково роззброєний і переобладнаний у навчальний артилерійський корабель для підготовки майбутніх офіцерів ВМС і резервістів і отримав бортовий номер AG-17.
Після вступу Сполучених Штатів у Другу світову війну «Вайомінг» виконувала свої звичайні обов'язки, починаючи з лютого 1942 року, як навчальний корабель для вогневої підготовки екіпажів бойових кораблів Атлантичного флоту. Корабель, що постійно перебував поблизу Чесапікської бухти, приніс їй прізвисько «Чесапік-рейдер». «Вайомінг» був у безперервному процесі підготовки артилеристів і зенітників флоту, навчаючи тисячі фахівців стрільбі від 12,7-мм кулеметів до 127-мм гармат середнього калібру для американського флоту, що швидко розростався. На початку війни Військово-морський флот розглядав можливість повернення «Вайомінга» до конфігурації лінкора, але потім цей план був скасований.